# Roland MC-202

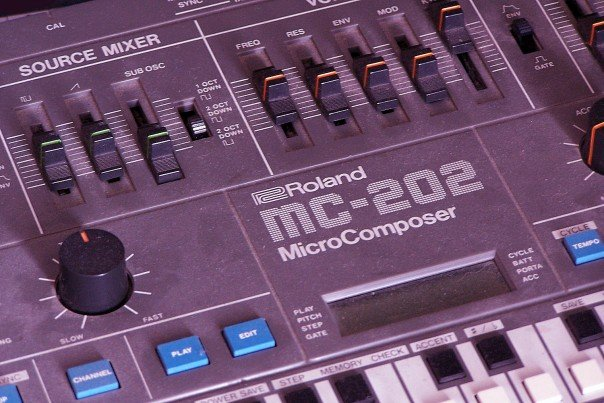
Roland MC-202

Roland MC-202 — монофонічний аналоговий синтезатор і музичний секвенсор випущений компанією «Roland» у 1983 році. Це був перший грувбокс. Він дещо схожий на бас-синтезатор TB-303 та на синтезатор SH-101. Пристрій має один ГКН, хвильоформи меатрд/пульс і саб-осцилятор. Абревіатур «МС» означає сімейство секвейсорів Microcomposer, яке було популярне у 1980-х роках, включно з MC-8 та MC-4. Пристрій портативний та може працювати як від батарейок так і від зовнішнього джерела живлення.

## Синтезатор
Внутрішній синтезатор має один ГКН, що генерує сигнали пилкободібної та прямокутної форми, а також прямокутної форми октавою нижче. Крім того, має низькочастотний фільтр із резонансом у 24дб, ГНЧ і один генератор ADSR-обвідної.
З точки зору схемотехніки, він майже ідентичний синтезатору з SH-101, хоча йому бракує генератора шуму, вибору форми сигналу низькочастотних генераторів, контролерів модуляції та звуковисотності. Однак, на відміну від SH-101, пристрій має затримку для ГНЧ.

## Секвенсер
МС-202 має секвенсер, який може відтворювати одночасно дві окремі послідовності, а два роз'єми CV/Gate на задній панелі дозволяють маршрутизувати їх на зовнішні синтезатори. Одна з двох послідовностей використовується для контролю внутрішнього синтезатора. Секвенсер запрограмований так же як і на MC-4 та MC-8 Microcomposeri, де ноти вводяться відповідної звуковисотності, тривалості . Крім того, для кожної ноти в послідовності може бути акцент і слайд як у TB-303 та SH-101 що дозволяє генерувати послідовності у стилі ейсід. Якщо вимкнути пристрій, то послідовності будуть втрачені. Однак наявний стрічковий інтерфейс, що зберігає їх для відтворення на аудіо-магнітофоні. Також MC-202 має вхід/вихід Sync24, що дозволяє синхронізувати відтворення з іншими пристроями такими як TB-303 чи Roland TR-808. 
MC-303, створений у 1996 році, є наступником MC-202.

## Програмне забезпечення для MC-202
У 1997 році Defective Records Software випустила програмне забезпечення під назвою MC-202 Hack, що дозволяє програмувати секвенсер МК-202 на комп'ютері. Програма працює так, що створює звук, який прямує у вхідний порт касети MC-202. Вона дозволяє перетворювати MIDI-файли, які будуть перетворені в послідовності в MC-202. Це виключає необхідність використання ключів MC-202 для введення інформації про послідовність. Друга версія ПО, що вийшла 2009 року, дозволяє перетворювати послідовності, запрограмовані на MC-202, у MIDI-файли.